# Еромохон
Еромохон (также Еромо-Хон) — река в Эвенкийском районе Красноярского края России.

## Общие сведения
Берёт начало к востоку от плато Путорана из озера Еромо на высоте 396 м над уровнем моря. Протекает по необитаемой холмистой местности в зоне лесотундры. Течёт преимущественно на северо-запад. Сильно меандрирует. Впадает справа в Котуй на высоте менее 184 м над уровнем моря. Длина реки составляет 181 км. Площадь водосборного бассейна — 3030 км². Скорость течения реки — 0,5 м/с в верхнем течении и 0,3 м/с в среднем и нижнем течении. Ширина русла — от 21 до 50 м при глубине 0,6-1,0 м. 
Имеет следующие поименованные притоки:
- правые — Хаикта, Тыгирак, Дагалдын
- левые — Чопкокта, Маймага